# Antidesma pyrifolium
Antidesma pyrifolium är en emblikaväxtart som beskrevs av Johannes Müller Argoviensis. Antidesma pyrifolium ingår i släktet Antidesma och familjen emblikaväxter. IUCN kategoriserar arten globalt som sårbar.
Artens utbredningsområde är Sri Lanka. Inga underarter finns listade i Catalogue of Life.